# 5592 Осіма
5592 Осіма (5592 Oshima) — астероїд головного поясу, відкритий 14 листопада 1990 року.
Тіссеранів параметр щодо Юпітера — 3,182.
Названо на честь Осіми (яп. おおしま(大島) о:сіма)